# Nội dung khiêu dâm MILF
Nội dung khiêu dâm MILF, xuất phát từ thuật ngữ tiếng Anh: MILF pornography ("Mother I'd Like/Love to Fuck") là một thể loại của nội dung khiêu dâm, trong đó nữ diễn viên thường ở độ tuổi 30 đến 50, mặc dù nhiều nữ diễn viên đã bắt đầu đóng thể loại phim khiêu dâm này ở tuổi 25. Trọng tâm của cốt truyện điển hình về MILF là quan hệ tình dục giữa phụ nữ lớn tuổi và bạn tình trẻ hơn, cả nam và nữ. Một thuật ngữ liên quan là cougar, ngụ ý một phụ nữ lớn tuổi hành động như một kẻ săn mồi.
Nữ diễn viên của thể loại khiêu dâm MILF có giải thưởng riêng của họ: XRCO mục "MILF of the Year Award", AVN mục "MILF/Cougar Performer of the Year Award", và giải thưởng Urban X Award mục "Best MILF Performer" dành cho các diễn viên khác.
Tại Nhật Bản, Giải thưởng Sky PerfecTV! Adult Broadcasting Awards (スカパー!アダルト放送大賞) có hạng mục dành cho "Nữ diễn viên trưởng thành nhất".
Ở Anh, thuật ngữ yummy mummy được sử dụng tương tự như MILF. Từ điển tiếng Anh Oxford định nghĩa một yummy mummy tuyệt vời giống như "một bà mẹ trẻ quyến rũ và phong cách".
Thuật ngữ MILF lần đầu tiên được ghi nhận trên truyền thông qua Internet vào những năm 1990. Dữ liệu trực tuyến sớm nhất được biết đến là một bài đăng Usenet năm 1995 về một bức hình của những bà mẹ hấp dẫn trên tạp chí Playboy. Nó được phổ biến bởi bộ phim American Pie năm 1999 đề cập đến nhân vật "mẹ của Stifler" do Jennifer Coolidge đóng.

## Các diễn viên nổi bật
|  |  |  |

|  |  |  |